# Blauwasserleben
Blauwasserleben ist ein deutscher Fernsehfilm aus dem Jahr 2015 von Judith Kennel mit Stefanie Stappenbeck und Marcus Mittermeier in den Hauptrollen. Die Geschichte nach der gleichnamigen Romanvorlage von Heike Dorsch beruht auf wahren Begebenheiten.

## Handlung
Heike und Stefan sind seit vielen Jahren ein Paar und haben sich nach langem Warten ihren gemeinsamen Traum erfüllt. Mit einem Katamaran segeln sie ganz allein um die Welt. Sie sind glücklich und alles scheint perfekt, als sie auf der Insel Nuku Hiva im Südpazifik ankommen und hier ein wunderschönes Paradies vorfinden, das ihrem Wunsch, im Einklang mit der Natur zu leben, vollends zu entsprechen scheint. Ihr Traum nach uneingeschränkter Freiheit scheint sich endlich zu erfüllen. Doch dann findet ihr Glück ein jähes Ende, denn Stefan kehrt nach einem Ausflug nicht zurück. Das Paar hatte am Vortag den Einheimischen Arihano kennengelernt und mit ihm war Stefan allein in den Dschungel gegangen. Nachdem Arihano allein zurückkommt, lässt sich Heike in ihrer Sorge darauf ein, mit dem Einheimischen auf die Suche nach Stefan zu gehen, den Arihano angeblich verletzt zurücklassen musste. Im Dschungel angekommen bedroht Arihano sie plötzlich mit einer Waffe und will sie vergewaltigen. Doch Heike wehrt sich massiv und kann entkommen. Sie bittet die Insel-Polizei um Hilfe, die jedoch nur sehr zögerlich die Suche nach Stefan aufnimmt. Hauptermittler Jacques, mit dem sich Heike sprachlich am besten verständigen kann, zweifelt zunächst an ihrer Geschichte, zumal ihr der Name des Einheimischen nicht sofort wieder einfällt. Als sie sich wieder erinnern und auch ein Foto vorweisen kann, welches Stefan und Arihano zeigt, muss Jacques ihr glauben. Trotzdem bleiben Bedenken, denn der junge Mann ist der Sohn eines angesehenen Mitglieds des Dorfes und der Kirche. Jacques spricht mit Arihanos Familie, doch der junge Mann ist verschwunden.
Alle Zweifel an Heikes Anschuldigungen gegen den Einheimischen werden ausgeräumt, als nach tagelangem Suchen ein verbranntes Skelett im Dschungel gefunden wird. Heike ist am Boden zerstört und reist zurück nach Deutschland, um das traumatische Erlebnis zu verarbeiten. Ihre Mutter und ihre Schwester holen sie vom Flughafen ab, wo sie sich durch die wartenden Reporter „kämpfen“ müssen, die sie auch in den nächsten Tagen weiterhin bedrängen. Heike findet nur schwer in den Alltag zurück und wird von Alpträumen und finanziellen Problemen geplagt. Besorgt muss sie feststellen, dass sie keine Verfügungsgewalt über das gemeinsame Konto hat, da sie nicht verheiratet waren. Das Konto lief auf Stefans Namen und sie war lediglich als Zeichnungsberechtigte nachgetragen worden. Obwohl das Guthaben auch aus ihren Ersparnissen bestand, ist Heike nun mittellos. Auch das Boot läuft auf Stefans Namen und steht als Nachlass nur seiner Familie zu. Der Versuch, ihre alte Anstellung in Hamburg zurückzubekommen, schlägt fehl und so wendet sich Heike an einen Reporter, der ihr angeboten hatte, ihre Geschichte exklusiv zu veröffentlichen. Dafür erhält sie ein angemessenes Honorar, was ihr ein wenig die finanzielle Last nimmt. Der Reporter begleitet Heike auch zur Insel Nuku Hiva, wo man Arihano endlich gefasst hat und sie für eine Gegenüberstellung erwartet wird. Diese Zeit wird noch einmal sehr schwer für Heike, denn sie muss nicht nur dem Mörder ihrer großen Liebe gegenüberstehen, sondern auch noch einmal an den Ort des Geschehens im Dschungel zurückkehren, damit das Tatgeschehen rekonstruiert werden kann. Nachdem Arihano über den Ablauf des Mordes an Stefan, der seiner Darstellung nach Notwehr war, widersprüchliche Angaben macht, sieht es Ermittler Jacques als erwiesen an, dass Arihano schuldig ist.
Auch Arihanos Vater ist von der Schuld seines Sohnes überzeugt und bittet Heike um Entschuldigung für das, was sein Sohn ihr und Stefan angetan hat. Noch auf der Insel beginnt Heike auf Anraten des Reporters ihre Geschichte aufzuschreiben, um mit der Vergangenheit abschließen zu können.

## Hintergrund
Die Dreharbeiten erfolgten in Hamburg und auf Hawaii.
Der Tod des Stefan Ramin sorgte als Kannibalen-Mord weltweit für Aufsehen, spätere Ermittlungen ergaben jedoch keine Hinweise auf Kannibalismus. Der Täter wurde am 16. Mai 2014 zu 28 Jahren Freiheitsstrafe verurteilt. Über die genauen Umstände der Tat schweigt er jedoch bis heute. Der Roman Blauwasserleben erschien im Herbst 2012.

## Rezeption

### Einschaltquoten
Bei der Erstausstrahlung am 15. März 2015 im Rahmen der ZDF-Reihe „Herzkino“ wurde Blauwasserleben in Deutschland von 4,97 Millionen Zuschauern gesehen, was einem Marktanteil von 13,5 Prozent entsprach.

### Kritiken
Rainer Tittelbach von Tittelbach.TV schreibt: „Die Regisseurin und die Autoren Christoph Silber und Stefan Schaefer verschränken die Zeitebenen, wodurch besonders deutlich (gemacht) wird, dass es nicht nur die Geschichte jener Frau ist, sondern dass es auch ihre subjektive Perspektive ist, die dem Erlebten Form gibt. Der Film bekommt so einen ganz ‚besonderen‘ Erzählfluss, eine Art subjektiven Wahrnehmungs- und Erkenntnisfluss, eine ungewöhnliche, weniger finalisierte Verlaufsdramaturgie. […] [Zwar haben es die] Zuschauer, die sich die Handlung dramaturgisch erschließen wollen, so schwerer, sich aus den dramatischen Splittern einen in sich kohärenten Plot herzuleiten. […] Die Splitter-Dramaturgie erweist sich [aber] zunehmend als hilfreich, weil sie die gegensätzlichen Erfahrungen verbindet und das Unvorstellbare leichter für den Zuschauer nachvollziehbar macht.“ Fazit: „Hoch emotional, dramaturgisch fürs ‚Herzkino‘ überaus anspruchsvoll und mit Stefanie Stappenbeck und Marcus Mittermeier überaus perfekt besetzt.“
Auch die Kritiker der Fernsehzeitschrift TV Spielfilm werten positiv und meinen, die Geschichte sei „mit Respekt und Feingefühl erzählt“. „Das Thema Frau am Scheideweg wird im ZDF-‚Herzkino‘ dauernd variiert – heute überraschen uns die Mainzer: Ein fast dokumentarisches Drama ohne emotionale Aufdringlichkeiten und ohne das Reißerische, mit dem die Medien 2011 über den ‚Kannibalenmord‘ berichteten. Stefanie Stappenbeck macht die Geschichte einer Traumabewältigung glaubhaft, die anfangs etwas irritierenden Zeitsprünge ergeben im Laufe der Handlung Sinn. Und die paar Geigen zu viel auf der Tonspur lassen sich auch ertragen.“